# 黒羽須賀川下テレビ中継局
座標: 北緯36度48分10.0秒 東経140度15分13.1秒 / 北緯36.802778度 東経140.253639度
黒羽須賀川下テレビ中継局（くろばねすかがわしたテレビちゅうけいきょく）は、栃木県大田原市の旧那須郡黒羽町域に置かれているテレビ中継局である。

## 概要
- 当テレビ中継局は、大田原市須賀川字中居の須賀川下組会館付近に置かれ、旧黒羽町清水地区から石畑地区の大方県道13号線沿線地域へ電波を発射している。
- 当テレビ中継局には、アナログ中継局が置かれていない為、デジタル新局での開局となる。

## 中継局概要
| リモコンキーID | 放送局名            | 物理チャンネル | 空中線電力 | ERP   | 放送対象地域 | 放送区域内世帯数 | 偏波面   |
| 1              | NHK宇都宮総合テレビ | 16ch           | 10mW       | 230mW | 栃木県       | 80世帯           | 水平偏波 |
| 2              | NHK東京教育テレビ   | 13ch           | 10mW       | 230mW | 全国         | 80世帯           | 水平偏波 |
| 3              | GYTとちぎテレビ     | 20ch           | 10mW       | 230mW | 栃木県       | 80世帯           | 水平偏波 |
| 4              | NTV日本テレビ       | 14ch           | 10mW       | 230mW | 関東広域圏   | 80世帯           | 水平偏波 |
| 5              | EXテレビ朝日        | 17ch           | 10mW       | 230mW | 関東広域圏   | 80世帯           | 水平偏波 |
| 6              | TBSテレビ           | 15ch           | 10mW       | 230mW | 関東広域圏   | 80世帯           | 水平偏波 |
| 7              | TXテレビ東京        | 18ch           | 10mW       | 230mW | 関東広域圏   | 80世帯           | 水平偏波 |
| 8              | CXフジテレビ        | 19ch           | 10mW       | 230mW | 関東広域圏   | 80世帯           | 水平偏波 |

- 2010年（平成22年）12月3日に予備免許交付、12月24日に本免許交付され、同日から本放送開始。
- 放送エリアは、大田原市の旧黒羽町域の一部。
- アナログ放送は、黒羽須賀川局や周辺地域の中継局を受信。
- NHK総合テレビの県域放送は、2012年（平成24年）4月1日から実施。